# Crepidomanes proliferum
Crepidomanes proliferum är en hinnbräkenväxtart som först beskrevs av Bl., och fick sitt nu gällande namn av Bostock. Crepidomanes proliferum ingår i släktet Crepidomanes och familjen Hymenophyllaceae. Inga underarter finns listade.